# Wafaa Ismail Baghdadi
Wafaa Ismail Baghdadi (née le 1er octobre 1969) est une athlète égyptienne, spécialiste du lancer du poids.

## Palmarès
| Date | Compétition            | Lieu        | Résultat | Marque  |
| ---- | ---------------------- | ----------- | -------- | ------- |
| 1995 | Jeux africains         | Harare      | 2e       | 14,76 m |
| 1996 | Championnats d'Afrique | Yaoundé     | 2e       |         |
| 2000 | Championnats d'Afrique | Alger       | 2e       |         |
| 2002 | Championnats d'Afrique | Radès       | 3e       |         |
| 2003 | Jeux africains         | Abuja       | 3e       | 15,32 m |
| 2004 | Championnats d'Afrique | Brazzaville | 1re      |         |
| 2004 | Jeux panarabes         | Alger       | 2e       | 14,98 m |
| 2006 | Championnats d'Afrique | Bambous     | 2e       | 15,48 m |
| 2007 | Jeux panarabes         | Le Caire    | 1re      | 15,29 m |

### Records
| Épreuve         | Performance | Lieu    | Date         |
| --------------- | ----------- | ------- | ------------ |
| Lancer du poids | 15,48 m     | Bambous | 13 août 2006 |